# Павле Јулинац
Павле Јулинац (Сегедин, 1730, 1731 или 1732 — Беч 25. фебруар 1785) био је српски писац и преводилац. Јулинац је писац прве објављене историје Срба на српском језику.

## Биографија
Не зна се где је рођен (вероватно у Сегедину, али може бити и Чуругу). Пореклом је из племићке граничарске породице, син официра Арсенија Јулинца а унук мајора Василија из Сегедина. Завршио је лицеј у Пожуну. 1753. га је у Русију повео потпуковник Јован Шевић, један од предводника српске сеобе у Нову Сербију, где је започео каријеру војника.
"Краткоје в'веденије в историју происхожденија славено-сербскаго народа" издато је у Венецији 1765. и ослања се на дело словачког историографа и његовог пожунског професора Јана Томке-Саског.
У складу са традицијама пожунског лицеја где је за Јулинчевог школовања уведен изузетно популарни француски језик, огледао се и у превођењу са француског. Превео је Ролена и Мармонтеловог „Велизара“ (Беч, 1776) у тренутку када је овај роман доживљавао своју славу широм Европе.